# Lauthaha
Lauthaha é um cidade no distrito de Purba Champaran, no estado indiano de Bihar.

## Demografia
Segundo o censo de 2001, Lauthaha tinha uma população de 7744 habitantes. Os indivíduos do sexo masculino constituem 63% da população e os do sexo feminino 37%. Lauthaha tem uma taxa de literacia de 75%, superior à média nacional de 59,5%: a literacia no sexo masculino é de 78% e no sexo feminino é de 70%. Em Lauthaha, 10% da população está abaixo dos 6 anos de idade.